# Чанджъ
Чанджъ е град в провинция Шанси, Северен Китай. Населението на административния район е 3 334 565 жители (2010 г.). Площта е 13864 кв. км. Намира се в часова зона UTC+8. МПС кодът е 晋D. Пощенският код е 046000, а телефонния +86 (0)0355.